# إنها تنتهي بنا (رواية)
إنها تنتهي بنا هي رواية رومانسية بقلم كولين هوفر ونشرتها أتريا بوكس في الثاني من أغسطس عام 2016. تدور القصة حول العلاقة بين والدة هوفر ووالدها.
وصفه هوفر في عام 2016 بأنه «أصعب كتاب كتبته على الإطلاق». اعتبارًا من عام 2019، بيعت أكثر من مليون نسخة حول العالم وترجمت إلى أكثر من عشرين لغة.
تم نشر جزء آخر بعنوان «يبدأ معنا» في أكتوبر 2022.

## الملخص
تركز القصة على ليلي بلوم، وهي خريجة جامعية شابة تنتقل إلى بوسطن وتفتح مشروعها الخاص بالأزهار وحملها الشاعر للجراح رايل كينكيد، الذي كان مترددًا في البداية في إقامة علاقة جدية معها. مع ازدهار علاقتهما، واجهت ليلي مفاجأة مع حبها الأول، أطلس كوريجان وهذا هدد تقدم علاقتها مع رايل، واجبرها هذا الحدث على التعامل مع صدمة ماضيها وحاضرها.
ومن ثم تُجبر ليلي على اتخاذ قرار صعب عندما تتعرض لاعتداء وتكتشف أنها حامل بطفل رايل فيقرر أطلس مساعدتها في البداية ولكن كلاهما قرر أنهما لا يمكن أن يكونا حول بعضهما البعض بشكل مستمر.
في النهاية قررت ليلي ترك رايل من أجل مولودها الجديد ومن ثم تستشعر من اعماق قلبها الرغبة بإن تشارك الطفل بوالدين، وفي ختام الرواية تعود ليلي إلى أطلس وتعود علاقتهما معا.

## النقد الأدبي
في مراجعة مميّزة بنجمة كتب كريكوس مدون التقييمات «تم تصوير العلاقات بالرحمة والصدق» وختم بأن الرواية «توضح بقوة الدمار الذي لحق بالإساءة وقوة الناجين». كتبت مجلة (وقت الرومانسية) - مجلة متخصصة بالروايات الرومنسية - عن الرواية «هي مثال رائع على مهارة كتابة المؤلف وقدرتها على نسج خطوط حبكة راقية ورومانسية وكئيبة، بغض النظر عن مستواك في القاعدة الجماهيرية سيحبونه القراء ويحترموا بطلة الرواية ليلي وسيتعلمون شيئًا من معاناتها.»

## تكملة
في فبراير 2022، أُعلن أن «كتاب أتريا» ستنشر تكملة لـ الرواية (انها تنتهي بنا) في أكتوبر 2022. تم نشر المتابعة بعنوان «تبدأ معنا»، في 18 أكتوبر 2022. وسيستمر بالتكملة على آخر حدث ويركز على العلاقة بين ليلي وأطلس.

## تبني الفيلم للرواية
في شهر يوليو 2019، اختار جاستن بالدوني الرواية من أجل إنشاء الفيلم بناءً عليها من خلال شركة "Wayfarer Entertainment" التابعة له. في أكتوبر 2021، تم الانتهاء من المسودة الأولى للسيناريو.